# سان ستیفانو (اسکندریه)
سان ستیفانو (به عربی: سان ستیفانو) یک محله در مصر است که در استان اسکندریه واقع شده‌است.